# Theatre of Pain
| 전문가 평가                      | 전문가 평가 |
| 평가 점수                        | 평가 점수   |
| 출처                             | 점수        |
| -------------------------------- | ----------- |
| AllMusic                         | [ 4 ]       |
| Collector's Guide to Heavy Metal | 4/10        |
| The Rolling Stone Album Guide    | [ 6 ]       |
| Sputnikmusic                     | 1.0/5       |

《Theatre of Pain》은 1985년 6월 24일에 발매된 미국의 헤비 메탈 밴드 머틀리 크루의 세 번째 스튜디오 음반이다. 리드 보컬리스트 빈스 닐이 음주 운전 혐의로 과실치사 혐의로 체포된 후 발매된 이 음반은 밴드가 전통적인 헤비 메탈 사운드인 《Too Fast for Love》와 《Shout at the Devil》에서 더 글램 메탈 스타일로 전환하는 시작을 알렸다.
《Theatre of Pain》에는 히트 싱글 〈Smokin' in the Boys Room〉과 파워 발라드 〈Home Sweet Home〉이 수록되어 있다. 이 음반은 미국 차트에서 6위, 영국에서 36위에 올랐고, 1995년 6월 5일 미국 음반 산업 협회로부터 쿼드러플 플래티넘 인증을 받았다.

## 배경
1985년 초, 머틀리 크루는 그들의 매우 성공적인 1983년 음반 《Shout at the Devil》의 후속 녹음을 시작하기 위해 스튜디오에 들어갔는데, 이 음반은 400만 장 이상이 팔렸고 그 밴드를 세계 최고의 녹음 활동들 중 하나로 확립시켰다. 프로듀서 톰 워먼은 다시 한 번 프로듀싱을 위해 고용되었다.
밴드는 《Shout at the Devil》의 예상치 못한 성공 이후 격동의 2년을 즐겼다. 파티와 섹스에 대한 밴드의 애정은 합법적으로 위험한 밴드라는 명성을 얻었고, 1984년 12월 8일 하노이 락스의 드러머 래즐을 죽이고 머틀리 크루의 리드 보컬리스트 빈스 닐이 차량 과실치사로 가능한 징역형에 처하는 것을 보았다. 닐의 문제에 더해 밴드의 설립자이자 주요 작곡가인 니키 식스는 헤로인 중독이 발생하여 통제 불능 상태에 빠지기 시작했다. 혼란을 가중시키면서 밴드는 기타리스트 믹 마스를 교체하는 것을 심각하게 고려하고 있었다.  이러한 불확실성으로 인해 《Theatre of Pain》의 녹음이 1985년 1월에 시작되었다. 녹음 중에 음반의 작업 제목은 《Entertainment or Death》였다.

## 곡 목록
| #  | 제목                           | 작사·작곡              | 재생 시간 |
| -- | ------------------------------ | ---------------------- | --------- |
| 1. | 〈City Boy Blues〉             | 식스, 믹 마스, 빈스 닐 | 4:10      |
| 2. | 〈Smokin' in the Boys Room〉   | 커브 코다, 마이클 러츠 | 3:27      |
| 3. | 〈Louder Than Hell〉           | 식스                   | 2:32      |
| 4. | 〈Keep Your Eye on the Money〉 | 식스                   | 4:40      |
| 5. | 〈Home Sweet Home〉            | 식스, 토미 리          | 3:59      |

| #   | 제목                          | 작사·작곡          | 재생 시간 |
| --- | ----------------------------- | ------------------ | --------- |
| 6.  | 〈Tonight (We Need a Lover)〉 | 식스, 닐           | 3:37      |
| 7.  | 〈Use It or Lose It〉         | 식스, 마스, 닐, 리 | 2:39      |
| 8.  | 〈Save Our Souls〉            | 식스, 닐           | 4:13      |
| 9.  | 〈Raise Your Hands to Rock〉  | 식스               | 2:48      |
| 10. | 〈Fight for Your Rights〉     | 식스, 마스         | 3:50      |

## 인증
| 국가                       | 인증        | 판매량/출하량 |
| -------------------------- | ----------- | ------------- |
| 캐나다 (뮤직 캐나다)       | 3× 플래티넘 | 300,000^      |
| 미국 (RIAA)                | 4× 플래티넘 | 4,000,000^    |
| ^출하량을 기반으로 한 인증 |             |               |